# Platyurodesmus parallelus
Platyurodesmus parallelus är en mångfotingart som beskrevs av Loomis 1977. Platyurodesmus parallelus ingår i släktet Platyurodesmus och familjen Chelodesmidae. Inga underarter finns listade i Catalogue of Life.